# Trabzonspor Kulübü 2012-2013
Questa pagina raccoglie i dati riguardanti il Trabzonspor Kulübü nelle competizioni ufficiali della stagione 2012-2013.

## Stagione
Il Trabzonspor arriva nono in campionato.
In coppa di Turchia arriva fino in finale, dove viene sconfitto di misura dal Fenerbahçe.

## Maglie e sponsor
- Türk Telekom
- Nike

| İç saha forması | Deplasman forması | 3. forma | 4. forma |

## Rosa
| N. |                           | Ruolo | Calciatore          |
| -- | ------------------------- | ----- | ------------------- |
| 1  | Turchia (bandiera)        | P     | Onur Kıvrak         |
| 2  | Turchia (bandiera)        | D     | Uğur Dündar         |
| 3  | Turchia (bandiera)        | D     | Abdullah Karmil     |
| 5  | Slovacchia (bandiera)     | D     | Marek Čech          |
| 6  | Costa d'Avorio (bandiera) | D     | Souleymane Bamba    |
| 9  | Turchia (bandiera)        | A     | Emre Güral          |
| 10 | Polonia (bandiera)        | C     | Adrian Mierzejewski |
| 11 | Turchia (bandiera)        | C     | Yasin Öztekin       |
| 12 | Brasile (bandiera)        | A     | Paulo Henrique      |
| 14 | Turchia (bandiera)        | C     | Soner Aydoğdu       |
| 16 | Turchia (bandiera)        | D     | Alım Öztürk         |
| 15 | Costa d'Avorio (bandiera) | C     | Didier Zokora       |
| 18 | Turchia (bandiera)        | C     | Aykut Akgün         |
| 20 | Argentina (bandiera)      | C     | Gustavo Colman      |

| N. |                       | Ruolo | Calciatore      |
| -- | --------------------- | ----- | --------------- |
| 21 | Turchia (bandiera)    | A     | Halil Altıntop  |
| 22 | Turchia (bandiera)    | D     | Mustafa Yumlu   |
| 23 | Turchia (bandiera)    | D     | Giray Kaçar     |
| 25 | Brasile (bandiera)    | C     | Alanzinho       |
| 27 | Slovacchia (bandiera) | C     | Marek Sapara    |
| 28 | Rep. Ceca (bandiera)  | D     | Ondřej Čelůstka |
| 29 | Turchia (bandiera)    | P     | Tolga Zengin    |
| 30 | Turchia (bandiera)    | C     | Serkan Balcı    |
| 40 | Turchia (bandiera)    | C     | Volkan Şen      |
| 83 | Austria (bandiera)    | A     | Marc Janko      |
| 86 | Brasile (bandiera)    | D     | Emerson         |
| 89 | Turchia (bandiera)    | P     | Zeki Ayvaz      |
| 91 | Turchia (bandiera)    | D     | Zeki Yavru      |
| 92 | Turchia (bandiera)    | C     | Olcan Adın      |

## Statistiche

### Statistiche di squadra
| Competizione   | Punti | Totale | Totale | Totale | Totale | Totale | Totale | DR  |
| Competizione   | Punti | G      | V      | N      | P      | Gf     | Gs     | DR  |
| -------------- | ----- | ------ | ------ | ------ | ------ | ------ | ------ | --- |
| Süper Lig      | 46    | 34     | 13     | 7      | 14     | 39     | 40     | -1  |
| Türkiye Kupası | -     | 11     | 6      | 2      | 3      | 24     | 9      | +15 |
| Totale         | -     | 45     | 19     | 9      | 17     | 63     | 49     | +14 |